# Madano
Madano (em latim: Maddanus; em inglês: Maddan) era um lendário rei dos britanos, segundo Godofredo de Monmouth. Era filho do rei Locrino e da rainha Guendolena.